# Conclavismo
El conclavismo es una postura teológica dentro del catolicismo tradicionalista, que se refiere a la reivindicación de elegir a un papa distinto o alternativo al papa actual. Esta reivindicación está estrechamente relacionada con el sedevacantismo, que sostiene que el papa actual es, de hecho, un hereje, y no un papa legítimo; como resultado, la "fe remanente de la Iglesia Católica" tendría el derecho de elegir a un papa verdadero.
Existen dos tipos de conclavistas. Aquellos que sostienen que la sede está vacante y es necesario elegir un nuevo papa y aquellos que ya celebraron su propio cónclave y siguen un papa alternativo con clero propio. Los métodos de elección papal son controvertidos dentro de los grupos tradicionalistas, así como la veracidad de los distintos reclamos al papado, quienes no son reconocidos como antipapas por la Iglesia Católica oficial.

## Etimología
El término conclavismo proviene de la palabra cónclave, que se usa para describir la reunión del Colegio de Cardenales convocada para elegir a un Obispo de Roma cuando la sede está vacante.
El conclavismo como postura se acuñó para referirse a aquellos sedevacantistas o disidentes de la Iglesia Católica que abogaban por la necesidad de elegir un papa distinto al reinante, casi siempre acusado de herejía.

## Historia del conclavismo
El sedevacantismo comenzó a surgir a finales de la década de 1960 y en la década de 1970, en los años que siguieron al Concilio Vaticano II. Fue solo a mediados de la década de 1970 cuando el pionero sedevacantista Joaquín Sáenz y Arriaga, de México, defendió la realización de una elección papal, y algunos otros católicos tradicionalistas discutieron la idea en los años siguientes. Sin embargo, el conclavismo se convirtió en un movimiento real solo en la década de 1990.

## Grupos conclavistas

### La Iglesia palmariana
La Iglesia Cristiana Palmariana de los Carmelitas de la Santa Faz, conocida como Iglesia palmariana o Iglesia católica palmariana, es una escisión independiente de la Iglesia católica con sede en El Palmar de Troya, España. Fue fundada en 1978 por Clemente Domínguez y Gómez, quien se autoproclamó papa con el nombre de Gregorio XVII, poco después de recibir la consagración episcopal del arzobispo vietnamita disidente Pierre Martin Ngô Đình Thục. Esta Iglesia no reconoce a ningún papa posterior a Pablo VI y afirma ser la continuación legítima del papado, basándose en supuestas apariciones marianas que sostienen que los pontífices romanos desde 1978 están excomulgados y que la Santa Sede fue transferida a su sede en El Palmar de Troya. 
Dirigida actualmente por Joseph Odermatt, conocido como Pedro III, la Iglesia palmariana ha sido descrita por diversos medios y exmiembros como una secta religiosa, con prácticas que incluyen la prohibición de ver películas o televisión, abstenerse de votar o leer periódicos, y la exhortación a cortar todo contacto con exmiembros y personas ajenas a la Iglesia.

### Pope Michael
David Allen Bawden, también conocido como el papa Miguel (Pope Michael en inglés), fue un conclavista estadounidense que se autoproclamó papa de la Iglesia católica, negando la legitimidad de los papas posteriores a Pío XII y sosteniendo que las elecciones papales desde entonces eran inválidas. En 1990, a los 30 años, fue elegido papa por un pequeño grupo de personas laicas, incluyendo sus padres, adoptando el nombre de Miguel I.
A pesar de su proclamada elección como papa, Bawden no ejerció funciones sacerdotales ni episcopales hasta 2011, cuando fue ordenado sacerdote y consagrado obispo por un obispo católico independiente y falleció el 2 de agosto de 2022. A pesar de su pequeño número de seguidores, Bawden mantuvo su posición hasta el final, y tras su muerte, algunos de sus seguidores celebraron un nuevo cónclave en 2023, eligiendo a Rogelio Martínez como su sucesor, quien tomó el nombre de Miguel II.

### Iglesia Católica Apostólica Remanente
Este grupo, identificado como la "Iglesia Católica Apostólica Remanente", sostiene una adherencia a la Iglesia de Jesucristo como Una, Santa, Católica y Apostólica, pero se desliga de su identificación con Roma, a la que califican como "Babilonia la Gran Ramera". Tras un Cónclave Extraordinario en 2006, el obispo argentino Oscar de la Compasión fue elegido como sumo pontífice, adoptando el nombre de León XIV. Posteriormente, tras su fallecimiento, otros papas han asumido el liderazgo de esta comunidad, como el Papa Inocencio XIV y el Papa Alejandro IX, quien actualmente dirige la organización.